# Vodní nádrž Rozkoš
Vodní nádrž Rozkoš, s nadsázkou též přezdívaná Východočeské moře, je přehradní nádrž vybudovaná na potoku Rozkoši v Úpsko-metujské tabuli u České Skalice v Královéhradeckém kraji. S rozlohou 10,0 km² je osmou největší přehradou v České republice. 
Účelem vodního díla je protipovodňová ochrana, nadlepšení průtoků v Labi, rekreace, vodní sporty a chov ryb pro sportovní i komerční využití. Ochrannou funkci plní ve vztahu k řece Úpě, která se vlévá do Labe. Rozkoš je zastávkou tažného ptactva, je zde provozován sportovní rybolov.

## Popis přehrady
Maximální plocha vodní plochy je 1001,3 hektarů. Celkový objem nádrže je 76,154 mil. m³.

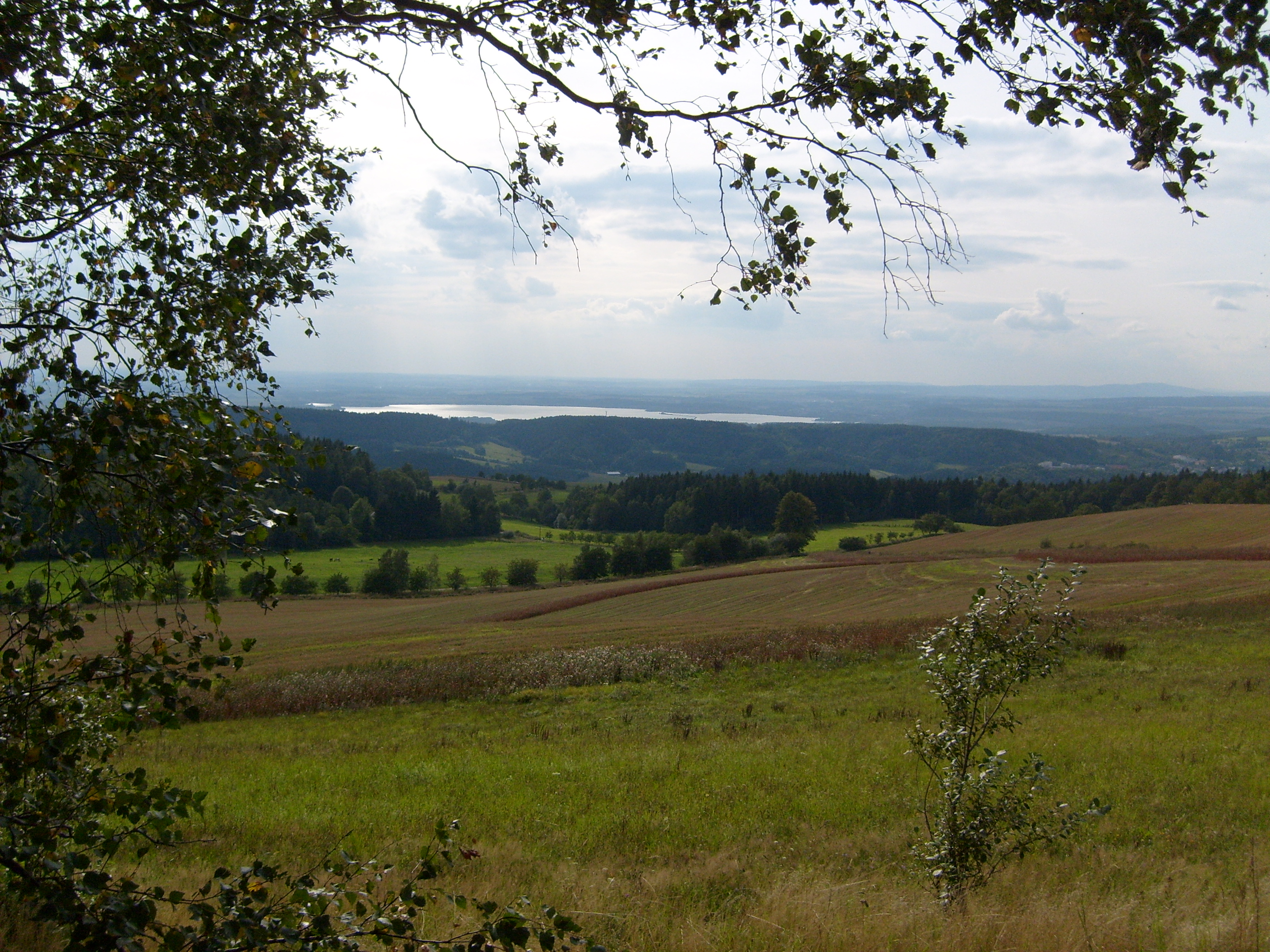
Vodní nádrž Rozkoš z vyhlídky u Lipí.

Hlavní výtoková hráz je v koruně 412,5 metrů dlouhá a vede po ní 6 metrů široká asfaltová silnice, samotná koruna je 8,5 metrů široká a její výška nad základem je 26,4 metrů. Zajímavostí je, že přehrada nemá bezpečnostní přeliv, jeho funkci plní vzdouvací objekt (jez) ve Zlíči.
Samotná nádrž je rozdělena tzv. Rovenskou hrází do dvou částí, hráz je 1,7 kilometrů dlouhá a na západní straně u Spyty je opatřena 200metrovým betonovým přelivem.
Nádrž je napájena Rozkoší, Rovenským potokem a přivaděčem z řeky Úpy, ten je dlouhý 2,34 km.
Stavba přehrady byla započata v roce 1961, ale následující rok byla stavební činnost přerušena. Od roku 1964 pokračovaly započaté práce a přehrada byla dostavěna roku 1969. Přivaděč z Úpy byl dobudován v roce 1972.
Přehrada je ve správě Povodí Labe.
Přehrada byla vystavěna jako boční intervenční nádrž napájená přivaděčem z Úpy dlouhým 2,34 km pomocí vzdouvacího objektu jezu pro tento účel vybudovaného ve Zlíči v blízkosti Babiččina údolí. Přivaděč je dvojitého lichoběžníkového profilu ve dně a ve spodní části je opevněný betonem a při spádu 0,75 promile má max. kapacitu 150 m³s−1. Přivaděč kříží čtyři silniční mosty a jeden most železniční.

## Hráze
Nádrž má dvě hráze, dělicí, tzv. Rovenskou, a hlavní jižní.

### Rovenská hráz
Sypanou, tzv. Rovenskou hrází, 1,7 km dlouhou s 200 m betonovým přelivem na menší část asanační s rekreačním využitím (severní) a větší část účelovou s možností poklesu hladiny až 9 m (jižní). Tato střední hráz v případě naplnění ochranného prostoru může být plně zaplavena 160 cm pod úroveň max. kóty hladiny. Zhruba uprostřed Rovenské hráze se nachází vtoková věž přepouštěcího objektu s tabulovým uzávěrem na rouře JS 1500 mm. Tímto objektem lze přepouštět z menší části do jižní strany nádrže potřebné objemy vody. Střední hráz je až po přeliv na koruně opatřena vozovkou 4 m širokou.

### Hlavní hráz
V jižní části vodního díla přehrazuje údolí hlavní sypaná hráz 412 m dlouhá se středním těsněním a injekční (revizní) štolou. Štola o světlosti 320/240 cm je založena 2 m pod povrchem pevných slínovců a sloužila k vysokotlaké injektáži spojovací clony. Odvádí prosáklou vodu. Do návodního líce hráze je předsazena vtoková věž s tabulovými uzávěry na dvou výpustných rourách, které ústí na vzdušní straně segmentovými uzávěry do Rozkošského potoka. Rozkošský potok odvádí v délce 3,49 km vodu do řeky Metuje (max. 6 m³s−1). Návodní líc hlavní hráze je opevněn betonovými tvárnicemi, vzdušní líc s pojezdní lavicí je zatravněn. Po koruně hráze vede asfaltová vozovka 6 m široká. Hlavní hráz nemá žádný bezpečnostní přeliv, tuto funkci supluje jez ve Zlíči, jehož výškové uspořádání zaručuje, že se nádrž nepřeplní. Napouštění nádrže a převádění povodní se děje pomocí vzdouvacího objektu jezu Zlíč při vtoku do přivaděče. Úpa je přehrazena v šíři 20 m jezovým polem – dutou ocelovou klapkou výšky 3,15 m. Kóta max. vztyčené klapky je 282,95 m n. m. V pravém pilíři jezu je strojovna se zdvihacím mechanismem a v protilehlém levém pilíři rybochod, limnigraf a nouzový obtok. Z nadjezí po pravém břehu Úpy je v délce 1 km vedena inundační hrázka s komunikací.

## Výstavba přehrady
Prvotní úvahy o výstavbě (1924) předpokládaly dílo s duplicitním přivaděčem (částečně tunelovým) z Metuje, vyrovnávací nádržkou pod hlavní hrází a celkově čtyřmi elektrárnami. Stavba byla zahájena v roce 1951, v roce 1952 byla zastavena, v roce 1964 opět zahájena a v roce 1972 se zkušebním napuštěním zahajuje vodní dílo provoz v popsané podobě.
- Generální projektant: Hydroprojekt Praha
- Dodavatel stavební části: Ingstav Brno, n.p. závod Hradec Králové
- Dodavatel technologické části: ČKD Blansko
- Stavba byla dokončena v roce 1972 nákladem 98,72 milionů Kčs.

## Technická data
(výškový systém Balt p.v.)
- kóta koruny hráze 285,10 m n. m.
- délka hráze v koruně 412,50 m
- šířka hráze v koruně 8,50 m
- výška hráze nad základem 26,40 m

- celkový objem nádrže 76,154 mil. m³
- zásobní prostor kóta 280,50 m n. m.
- objem 45,180 mil. m³
- ovladatelný prostor kóta 282,60 m n. m.
- objem 76,154 mil. m³
- max. zatopená plocha 1001 ha

## Hydrologické údaje
- plocha povodí 415,37 km²
- prům. dlouhodobá roční výška srážek 940 mm
- prům. dlouhodobý roční průtok 6,38 m³s−1
- průtok Q100 256 m³s−1

## Galerie

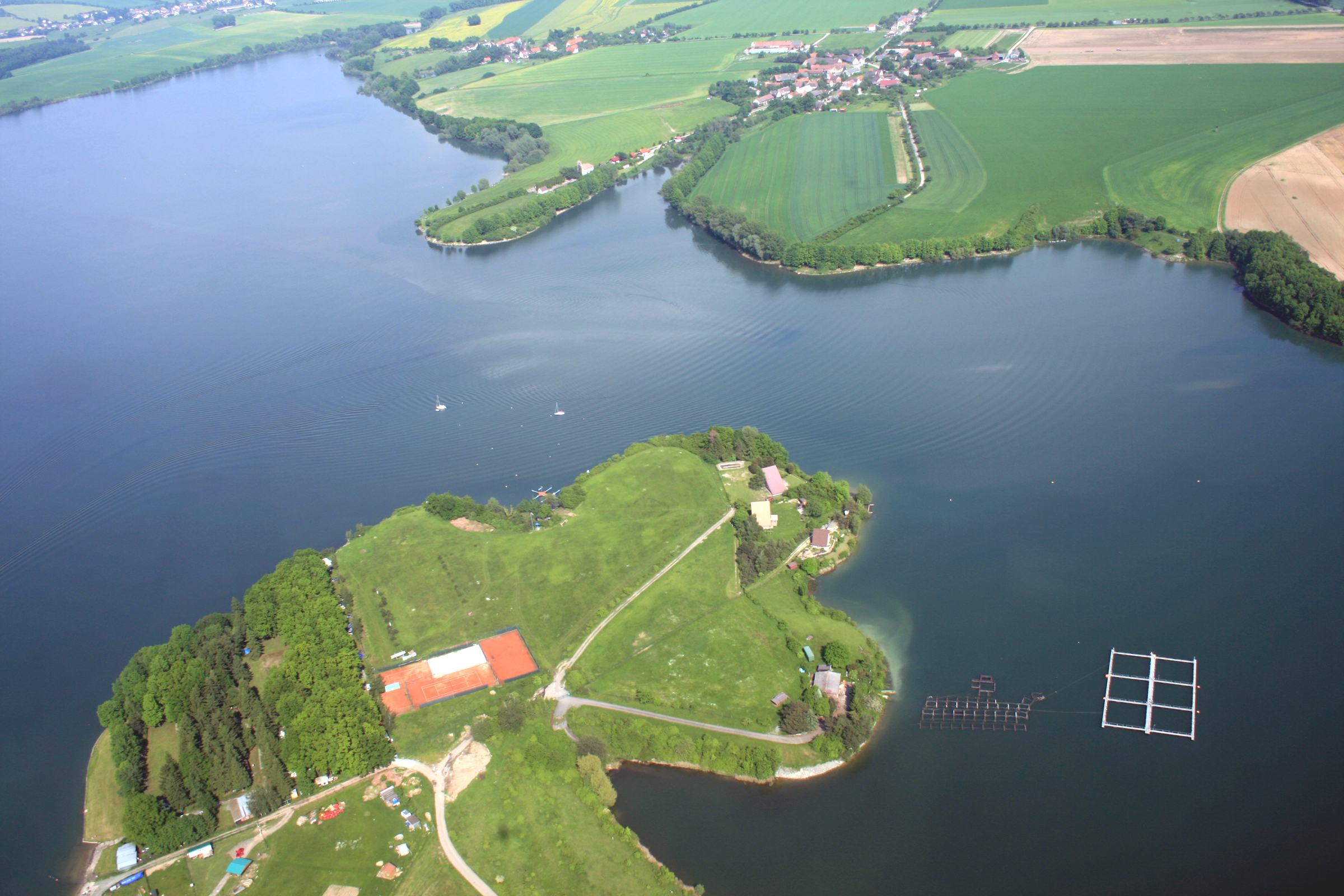
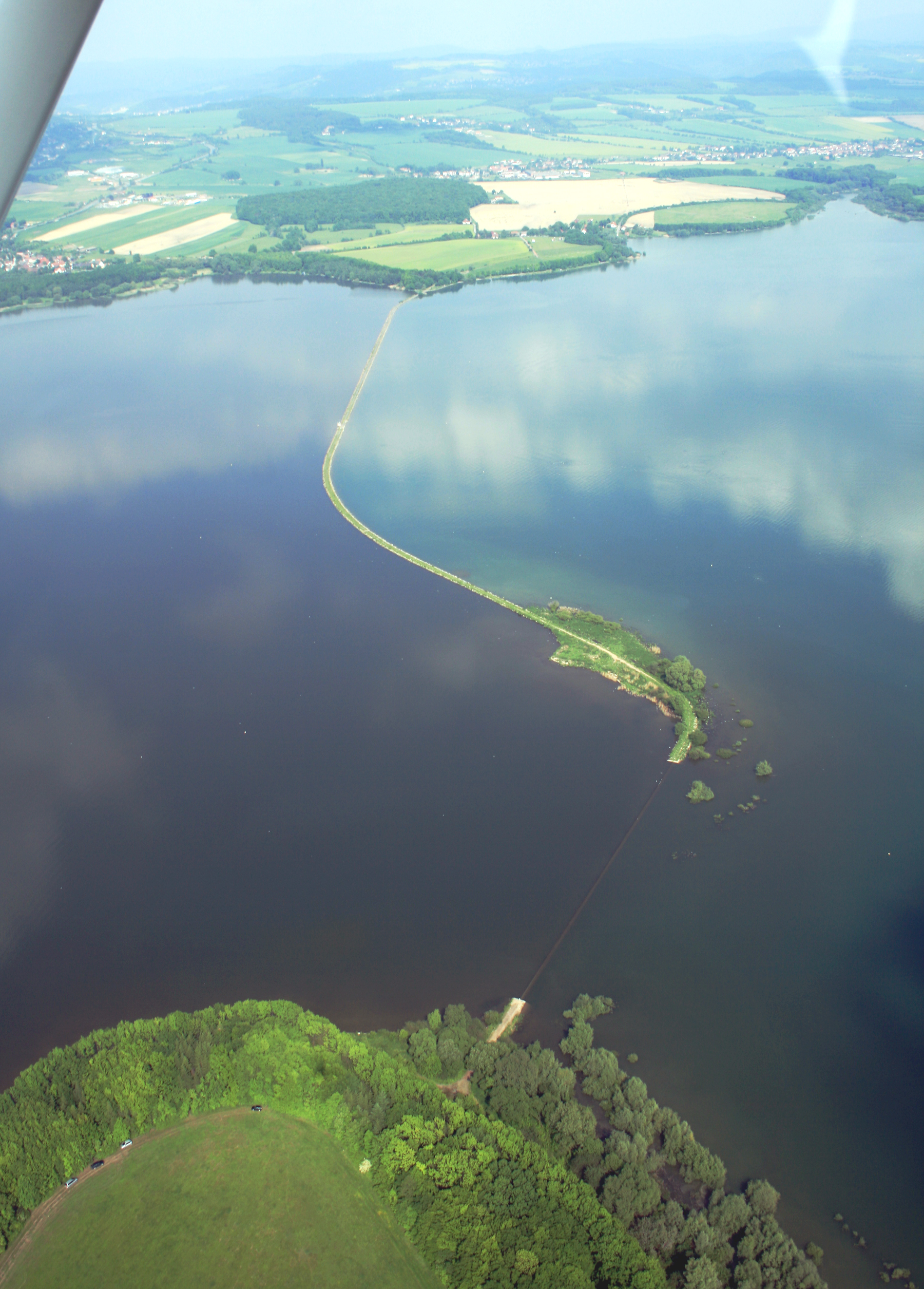
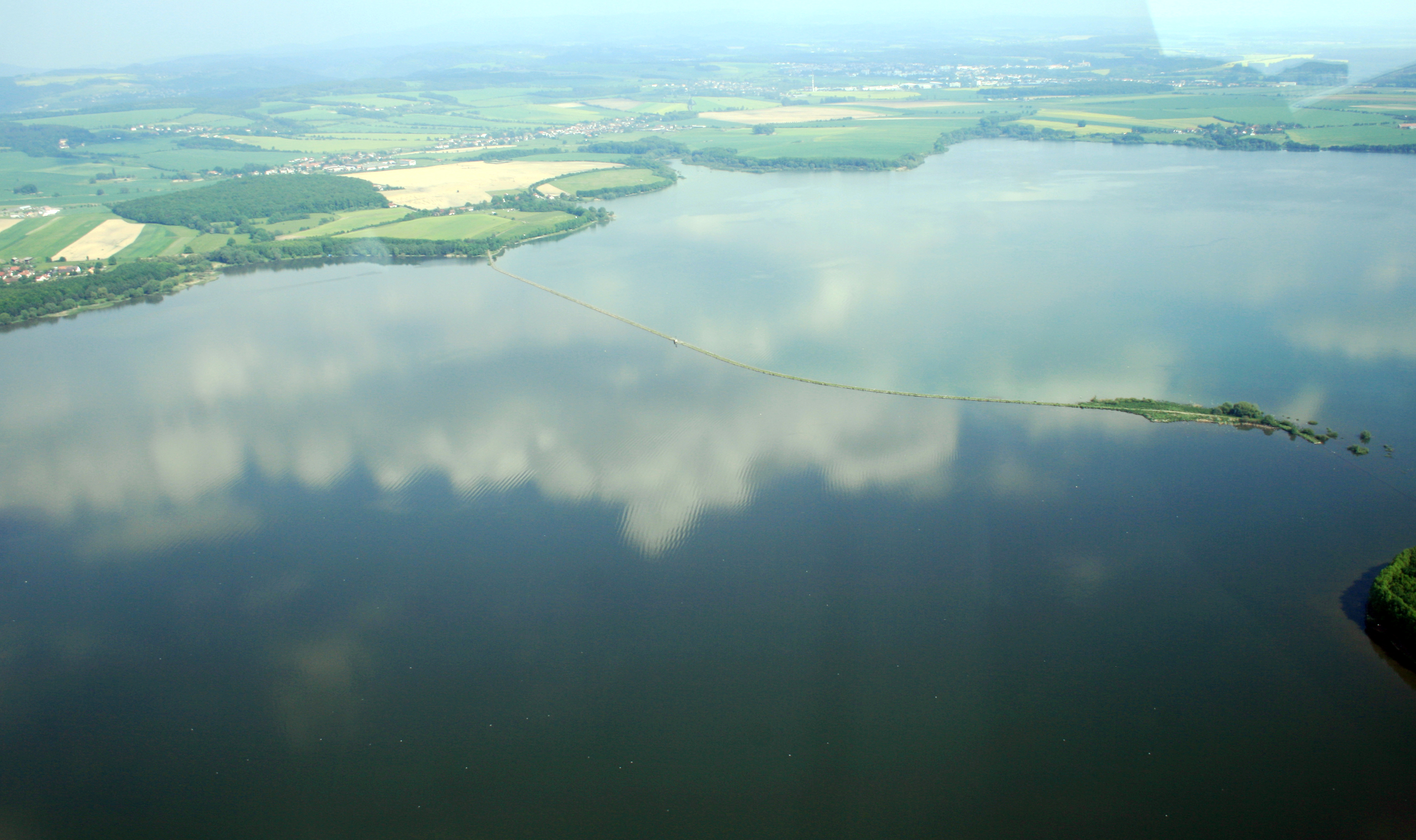
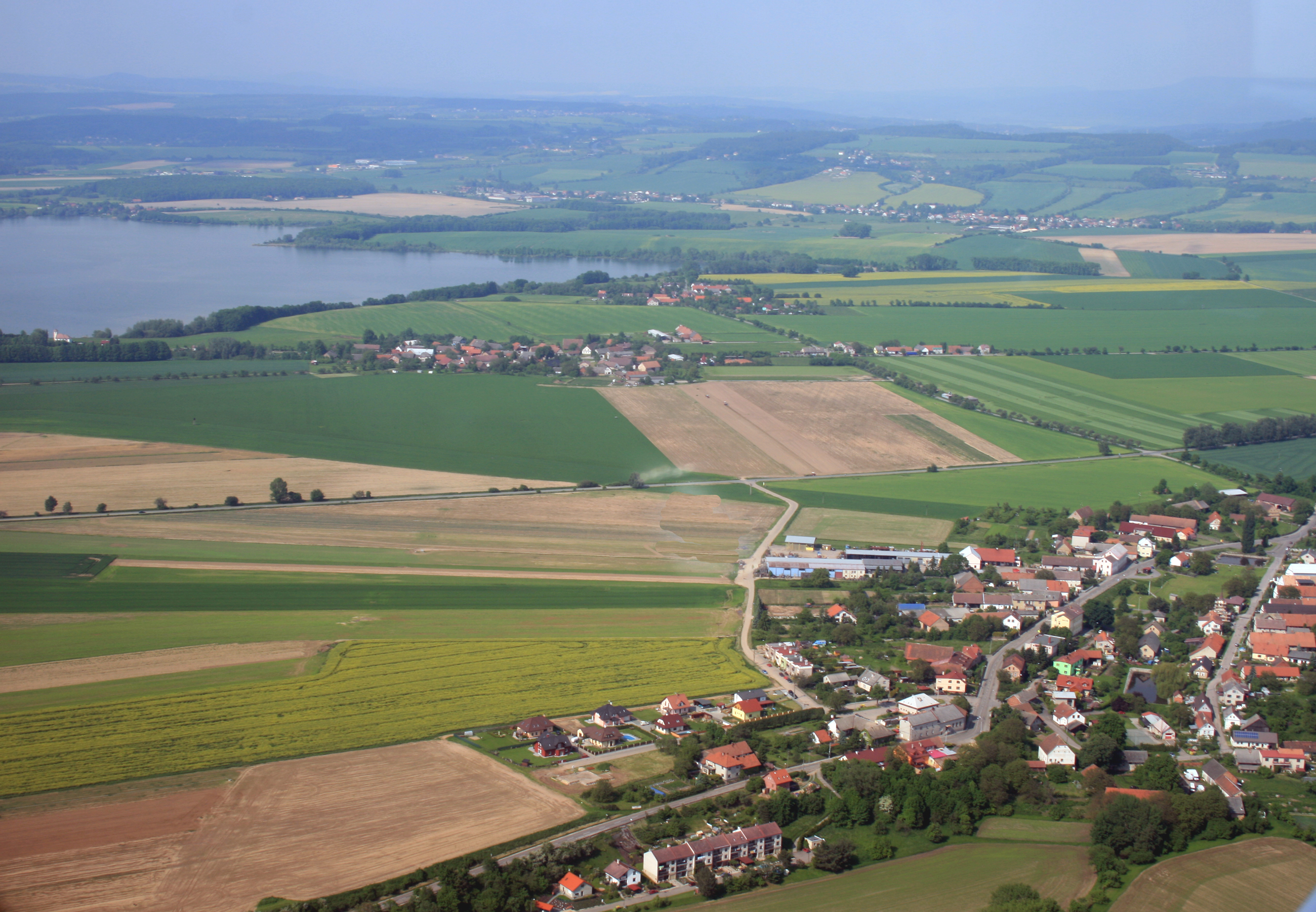